# Krasnooktjabrski (Wolgograd)
Krasnooktjabrski (russisch Краснооктя́брьский) ist eine Siedlung städtischen Typs in der Oblast Wolgograd (Russland) mit 12.834 Einwohnern (Stand 14. Oktober 2010).

## Geographie
Die Siedlung befindet sich etwa 30 km nordöstlich des Zentrums der Oblasthauptstadt Wolgograd am gegenüberliegenden, linken Ufer der Wolga, etwa 7 km oberhalb des Dammes des Wolgograder Stausees. Der Stausee ist bei der Siedlung gut 5 km breit.
Krasnooktjabrski gehört zum Stadtkreis Wolschski und befindet sich 10 km nördlich des Stadtzentrums von Wolschski.

## Geschichte
Der Ort entstand Ende 1957 im Zusammenhang mit dem Bau der Stalingrader Holzumschlagbasis an der Wolga und gehörte zunächst zum Sredneachtubinski rajon mit Sitz in Srednjaja Achtuba. Am 15. Juni 1959 wurde die Siedlung mit dem nahen Dorf Srednepogromnoje vereinigt, erhielt den heutigen Namen, abgeleitet von Krasny Oktjabr, russisch für Roter Oktober, und den Status einer Siedlung städtischen Typs. Am 29. März 1962 wurde die Siedlung der Stadtsowjet (Gorsowet) von Wolschski unterstellt, aus dessen Gebiet der heutige Stadtkreis hervorging.

### Bevölkerungsentwicklung
| Jahr | Einwohner |
| ---- | --------- |
| 1959 | 3.452     |
| 1970 | 8.091     |
| 1979 | 7.874     |
| 1989 | 8.442     |
| 2002 | 11.055    |
| 2010 | 12.834    |

Anmerkung: Volkszählungsdaten

## Verkehr
Westlich am Ort führt die auf weiten Strecken dem linken Wolgaufer folgende Regionalstraße Samara – Engels – Wolgograd vorbei (früher R226, heute auf dem Territorium der Oblast Wolgograd 18R-2). Die nächstgelegene Bahnstation befindet sich in Wolschski an der Strecke Wolgograd – Werchni Baskuntschak (– Astrachan).